# Ciclop (X-Men)
Ciclop o Cyclops - àlies Scott Summers - és un personatge de ficció de còmic i un superheroi de l'Univers Marvel creat per Stan Lee i Jack Kirby, la primera aparició es va produir a The X-Men núm. 1 publicat el 2 de juliol de 1963 (amb data de portada setembre de 1963).
Cyclops és membre d'una subespècie d'humans coneguda com els mutants, aquells que neixen amb habilitats sobrehumanes. Cyclops pot emetre potents rajos d'energia amb els seus ulls. No pot controlar el seu poder sense l'ajuda d'unes ulleres especials que ha de portar en tot moment. Va ser el primer membre en ser reclutat per Charles Xavier, per a la seva escola i per a formar part dels X-Men; un equip d'herois mutants que lluiten per la pau i la igualtat entre mutants i humans. És un dels principals líders de l'equip.
Els còmics on apareix, fins ara, mai han estat publicats en català tot i que els diversos grups editorials que han publicat aquesta col·lecció eren catalans (Vértice i la seva hereva Surco, Bruguera i Planeta) o tenen la seu a Catalunya (Panini). Sí que s'han traduït al català algunes adaptacions de dibuixos animats i algunes de les pel·lícules; apareixent amb el nom de Ciclop.
James Marsden va interpretar inicialment Cyclops a la saga de pel·lícules iniciada amb X-Men (2000), mentre que una versió més jove del personatge va ser interpretada per Tim Pocock a la pel·lícula preqüela del 2009 X-Men Origins: Wolverine, i és interpretat per Tye Sheridan a X-Men: Apocalypse  (2016) i  X-Men: Dark Phoenix (2019), així com en un cameo a Deadpool 2 (2018).

## Trajectòria editorial
Cyclops va aparèixer per primer cop a The X-Men núm. 1, creat per Stan Lee i Jack Kirby, i ha estat un personatge principal de la sèrie X-Men. Lee va dir que Cyclops i Beast (la bèstia) eren els seus dos X-Men preferits: "M'encanten els herois torturats, i estava traumatitzat perquè no podia controlar el seu poder".
Scott Summers és el primer dels X-Men reclutats pel Professor X; Xavier tria Scott per a dirigir els seus X-Men i per a continuar amb el llegat dels seus ideals d'harmonia mutant-humana. Xavier veu Scott com un dels seus alumnes més preuats; la seva relació presenta qualitats de pare/fill. De tant en tant, l'extrema lleialtat de Scott cap a Xavier li ha costat molt en les seves relacions amb els altres; però, al llarg de la història de publicacions dels personatges, finalment surt de l'ombra de Xavier com a líder indiscutible dels X-Men.
Dave Cockrum va crear els Starjammers, incloent Corsair, i va convèncer l'escriptor Chris Claremont perquè utilitzés els personatges en la sèrie. Per tal de proporcionar una excusa plausible als Starjammers per a fer aparicions recurrents a  X-Men , van decidir fer de Corsair el pare de Cyclops.
Summers va seguir sent un membre de l'equip fins a The X-Men núm. 138. Després d'abandonar el repartiment principal, va ser un personatge recurrent de la sèrie fins a The Uncanny X-Men núm. 201, just després del naixement del seu fill, després del qual va ser presentat en el llançament d'una nova sèrie de Marvel. Aquesta nova sèrie, X-Factor, iniciada el 1986 i protagonitzada per l'equip original de X-Men de Cyclops, Marvel Girl (Noia Meravellosa), Beast, Iceman (Home de Gel), i Angel.
Tant la sortida de Cyclops de la sèrie com la seva inclusió a X-Factor van provocar friccions entre els autors. L'artista i coargumentista en aquella època John Byrne parlava d'aquesta manera de The X-Men núm. 138: «Quan estava treballant en el nº138, no tenia ni idea que la meva marxa arribaria només cinc números després. És cert que em sentia clarament desgastat a X-Men, però no hagués predit que la meva marxa arribaria tan aviat. Curiosament, aquest mateix número va ser un dels factors que va desencadenar la meva marxa. Quan Chris [Claremont] i jo vam decidir que Scott s'ausentès durant una temporada després de la mort de Phoenix, jo vaig insistir que quedès clar que precisament era això i res més: una ABSÈNCIA TEMPORAL. L'últim que volia era ser partícip d'una altra història tipus: "ho deixo / Oh, mira, ja he tornat". Scott se'n va anar amb la intenció clara de tornar, però NO va ser així com Chris Claremont va escriure la història.»
La inclusió de Cyclops a X-Factor va suposar la fi dels plans de Claremont per al personatge:
| «                                       | (anglès) The original plotline was that Scott marries Madelyne - they have their child, they go off to Alaska. He goes to work for his grandparents. He retires from the X-Men. He's a reserve member. He's available for emergencies. He comes back on special occasions for special fights, but he has a life. He has grown up. (...) Scott was going to move on. Jean was dead, "Get on with your life." And it was close to being a happy ending. They lived happily ever after and it was to create the impression that maybe if you come back in ten years other X-Men would have grown up, too. Would Kitty (Pryde) stay with the team forever? Would Nightcrawler? Would any of them? Because that way we could evolve them into new directions - we could bring in new characters. There would be an ongoing sense of renewal and growth and change in a positive sense. Then, unfortunately, Jean was resurrected, Scott dumps his wife and kid and goes back to the old girlfriend, so it not only destroys Scott's character as a hero and as a decent human being it creates an untenable structural situation: What do we do with Madelyne and the kid?" So ultimately the resolution was: Turn her into the Goblin Queen and kill her off. | (català) La trama original era que Scott es casa amb Madelyne: tenen el seu fill, marxen a Alaska. Va a treballar per els seus avis. Es retira dels X-Men. És membre reserva. Està disponible per a emergències. Torna en ocasions especials per a lluites especials, però té una vida. Ha crescut. (...) Scott anava a seguir endavant. Jean estava morta: "Continua amb la teva vida". I va estar a prop de ser un final feliç. Viurien feliços per sempre i es crearia la impressió que potser si tornés en deu anys, altres X-Men també haurien crescut. Kitty (Pryde) es quedaria amb l'equip per sempre? Ho faria Nightcrawler? Algú? Perquè així podríem fer-los evolucionar cap a noves direccions: podríem portar nous personatges. Hi hauria un sentit continu de renovació, creixement, i canvi en un sentit positiu. Aleshores, malauradament, Jean va ressuscitar, Scott va deixar a la seva dona i el seu fill i va tornar amb la seva anterior xicota, de manera que no només destrueix el personatge de Scott com a heroi i com a ésser humà digne, crea una situació estructural insostenible: què fem amb Madelyne i el nen? Per tant, la resolució va ser: convertir-la en la Goblin Queen i matar-la". | » |
| — Jackson Guice a Comics Interview nº28 | | |   |

Scott es va quedar al títol X-Factor fins a X-Factor núm. 70. A l'octubre de 1991, Summers torna als X-Men per al llançament de la segona sèrie del grup, X-Men núm. 1. Aquesta sèrie va incloure incloure inicialment Cyclops, Wolverine, Gambit, Psylocke, Rogue, i Beast com a membres de l'equip blau. Cyclops va ser posteriorment presentat en un altre llançament del títol amb la introducció d'una nova sèrie de la franquícia X-Men, Astonishing X-Men, que va incloure Cyclops, Wolverine, Shadowcat, Colossus, Emma Frost, i Beast com a equip. Durant tot aquest temps, Cyclops va continuar fent aparicions a Uncanny X-Men. Marvel també ha utilitzat Cyclops al llançament d'altres títols com Ultimate X-Men (d'una línia temporal diferent).
Cyclops va protagonitzar diverses sèries limitades, incloent Adventures of Cyclops & Phoenix, Further Adventures of Cyclops & Phoenix, X-Men: The Search for Cyclops, la seva pròpia sèrie homónima Cyclops i X-Men Origins: Cyclops núm. 1.
Durant l'etapa de Joss Whedon a Astonishing X-Men, Ciclops adopta una nova actitud desconeguda per als aficionats més habituats. Després de la intervenció psíquica d'Emma Frost a la mansió, perd temporalment els seus poders després d'enfrontar-se al seu passat traumàtic. Això va propiciar una entrevista amb Whedon a la revista Wizard núm. 182. A Whedon li van preguntar si Cyclops ja no tenia els seus poders i Whedon va respondre:
| «             | (anglès) No, he doesn't have his powers. Well, he had a choice to either be completely out of control or bury them. He can't use them. That's pretty much it. But the thing that would be fun is that, with no powers, he's going to be the best that he's ever been. That's what the arc is about. [Cyclops has] been the team leader and the team washout in terms of popularity. He was defined by Jean [Grey] so much, and I just think that this guy is so interesting in his struggle against mediocrity. Then, when it's all laid on the line, when you find out the thing that's been holding him back from being just a complete bad ass has been himself all his life, that he's been lying to everyone, including himself, about who he is-that should be freeing. The Scott we're going to see is going to be a little bit different. This guy is either completely out of control or in control of something we're not used to. I wanted him to be an unabashed tough guy. He is shooting people and turning very much into a leader. Not everyone is going to like it. | (català) No, no té els seus poders. Bé, va tenir la possibilitat de triar tenir-los completament fora de control o enterrar-los. No els pot utilitzar. En té massa. Però el que seria divertit és que, sense poders, vagi a ser millor del que ho ha estat mai. D'això tracta la història. [Cyclops ha] estat el líder de l'equip i el fracàs de l'equip en termes de popularitat. Va ser definit tant per Jean [Grey], i crec que aquest tipus és molt interessant en la seva lluita contra la mediocritat. Aleshores, quan està tot aliniat, quan s'esbrini que li ha estat impedint ser un malparit amb estil; se sabrà ha estat ell mateix tota la seva vida, que ha mentit a tothom, inclòs a ell mateix, sobre qui és -això hauria de ser alliberador. El Scott que veurem serà una mica diferent. Aquest tipus ja està completament fora de control o en control d'alguna cosa que no estem acostumats. Volia que fos un noi dur sense dificultats. Està disparant a la gent i es converteix molt més en un líder. No a tothom li agradarà. | » |
| — Joss Whedon | | |   |

Ara el líder dels X-Men s'ha tornat més confiat, desconegut, i audaç. Això ha tingut un efecte significatiu en el seu lideratge i li ha fet guanyar-se el respecte entre els seus companys d'equip, sobretot Wolverine.
No obstant això, des del naixement de Hope Summers, Cyclops s'ha fet cada cop més inestable. Sobreprotector dels íntims, amoral, similar a Magneto en la seva visió de la humanitat i l'ambigüitat, Cyclops és vist com un antiheroi i ocasionalment fins i tot un superdolent en la ment dels seus companys superherois. L'etapa de Kieron Gillen a Uncanny X-Men va acabar amb un Cyclops que no es penedeix, que s'ha anat endurint durant la carrera de Gillen, i ha estat enviat a la presó per les seves accions durant Avengers vs. X-Men, fins i tot matant a Xavier mentre estava sota la influència de la Phoenix Force. Gillen el va escriure obert al suïcidi en un epíleg de cinc parts: AvX: Consequences.
Com a part de Marvel NOW!, va passar a haver-hi dos Cyclops: el Cyclops original que apareix al volum 3 de Uncanny X-Men, que es va llançar el febrer de 2013, i una versió desplaçada temporalment més jove com a part de l'equip de l'equip de All-New X-Men X, totes dues sèries van ser escrites per Brian Michael Bendis i dibuixades inicialment per Chris Bachalo. Uncanny X-Men presenta les restes de l'Extinction Team (equip d'extinció) de Cyclops, que han pres un curs revolucionari i, de vegades, violent per a promoure els drets mutants, i que van posar en marxa una nova escola per a nous mutants, la New Charles Xavier School for the Gifted (Nova escola Charles Xavier per dotats). El jove Cyclops intenta donar sentit al seu futur i trobar un lloc per a ell, mentre decideix fins i tot si vol quedar-se i ser un X-Man. Curiosament la primera sèrie regular del personatge va ser la protagonitzada per la seva contrapartida més jove procedent del passat, de dotze números.

## Biografia de ficció
La història de Cíclop ha estat objecte de diverses revisions. La primera vegada que es va narrar l'origen del personatge només s'explicava que havia escapat de l'orfenat i no s'esmentava que tingués família. Poc després va aparèixer el seu primer germà, Alex, conegut pel personatge però no pels lectors. Més traumàtica va ser l'aparició del seu pare, i la del seu germà Gabriel als qui creia morts.
Un altre canvi significatiu va ser com a conseqüència del desplaçament dels joves X-Men a l'inici d'All-New X-Men (2012) al incorporar anys d'històries a la continuïtat del personatge un cop van tornar al passat sense records.

### Infància i joventut
Nascut de Christopher i Katherine Anne, Scott Summers és el germà gran d'Alexandre i Gabriel. Quan Scott era un nen petit, es va veure afectat per misteriosos mals de cap que els seus metges mai no van poder diagnosticar adequadament. La seva mare temia que es tractés d'un càncer o algun tipus d'aneurisma, mai no va sospitar que els seus mals de cap eren en realitat un efecte secundari del creixent poder mutant del seu fill. Malauradament per a Katherine, no viuria prou temps per conèixer la veritat.
Durant un vol de tornada d'Anchorage després d'unes vacances familiars, la família va veure un carguero imperial Shi'ar aparèixer per sobre de l'avió de la seva família. Els Shi'ar no volien testimonis, per la qual cosa van atacar l'avió incendiant-lo. Amb només un paracaigudes, Kate Summers va enganxar Scott i li va lligar a Alex. Ella (que estava embarassada de Gabriel) i Chris van dir els últims comiats als seus fills i els van empenyer per la porta de l'avió. Els pares van ser teletransportats de l'avió un moment abans que esclatés i van ser transportats a l'embarcació Shi'ar on van ser guardats com a mostra d'espècimens terrestres. L'explosió de l'avió va incendiar el paracaigudes dels germans Summers. Durant la caiguda, Scott va descobrir per primera vegada les seves explosions òptiques i les va utilitzar per retardar el seu descens, protegint a Alex a l'aterratge amb el seu cos. Tot i que va sobreviure, Scott es va colpejar al cap. Aquesta lesió va causar una petita quantitat de danys cerebrals, afectant la part del seu cervell que controlava les seves explosions òptiques latents, tot i que Scott va prendre la decisió conscient de no intentar controlar el seu poder.
A La Terra, la família Summers havia captat l'atenció del temible malvat Nathaniel Essex, més conegut posteriorment com a Mr. Sinister. Coneixedor de la puresa genètica de la família Summers i que del seu llinatge, estava destinats a engendrar al futur messies de la raça mutant. D'aquesta manera, Sinister va començar a manipular la vida dels petits germans Summers, sobretot la de Scott ja que creia que era qui tenia més potencial. Va ser ell qui va ocultar als avis dels nens que aquests havien sobreviscut. Tots dos van ser enviats a un orfenat després de l'accident, la Residència Per Nens Abandonats a Omaha, Nebraska. Alex va aconseguir recuperar-se ràpidament i aviat va ser donat en adopció a una família, per separar-los i deixar més vulnerable a Scott, qui va passar mesos en estat de coma.
Scott va despertar temps després, però pocs matrimonis mostraven interès en adoptar-lo, perquè ja no era un nen petit. El pitjor va arribar quan va entrar en la pubertat i els seus poders mutants es van manifestar. Els raigs òptics d'energia concusiva brollar sense control dels seus ulls. Aparentment el cop al cap que va rebre en l'accident, havia danyat la part del seu cervell que controla els seus poders. Scott fins i tot va arribar a ferir accidentalment a algunes parelles que el volien van adoptar. Tot això en realitat era un pla de Sinister, qui estava present en la vida de Scott amb l'aparença d'Dr. Nathan Milbury, un "metge" que apareixia a l'orfenat per fer experiments amb ell. Això el va tornar un nen trist, tímid i antisocial.
Quan Scott va complir 17 anys, va decidir escapar de l'orfenat. En un viatge a Nova York, Scott va caminar a través d'un lloc de construcció i els seus raigs òptics es van activar. El raig va danyar una grua metàl·lica fent que caigués cap a una multitud. Scott va pensar ràpid, llençant un segon raig, que va destruir la grua. La gent va pensar que era un acte de violència, de manera que va intentar linxar-lo. Scott va aconseguir escapar i es va trobar amb Jack O'Diamonds, un criminal que va intentar reclutar-lo per la seva banda de nens delinqüents. Per fortuna, Scott va ser trobat pel Professor Charles Xavier, qui va esborrar els records de la multitud i va evitar el seu linxament. Xavier a continuació va convidar a Scott a què es matriculés a la seva Escola per a Joves Dotats, al Comtat de Westchester, Nova York. Scott va acceptar l'oferta de Xavier, convertint-se així en el primer alumne de la seva escola i oficialment també en el primer membre dels futurs X-Men.

### Els X-Men originals

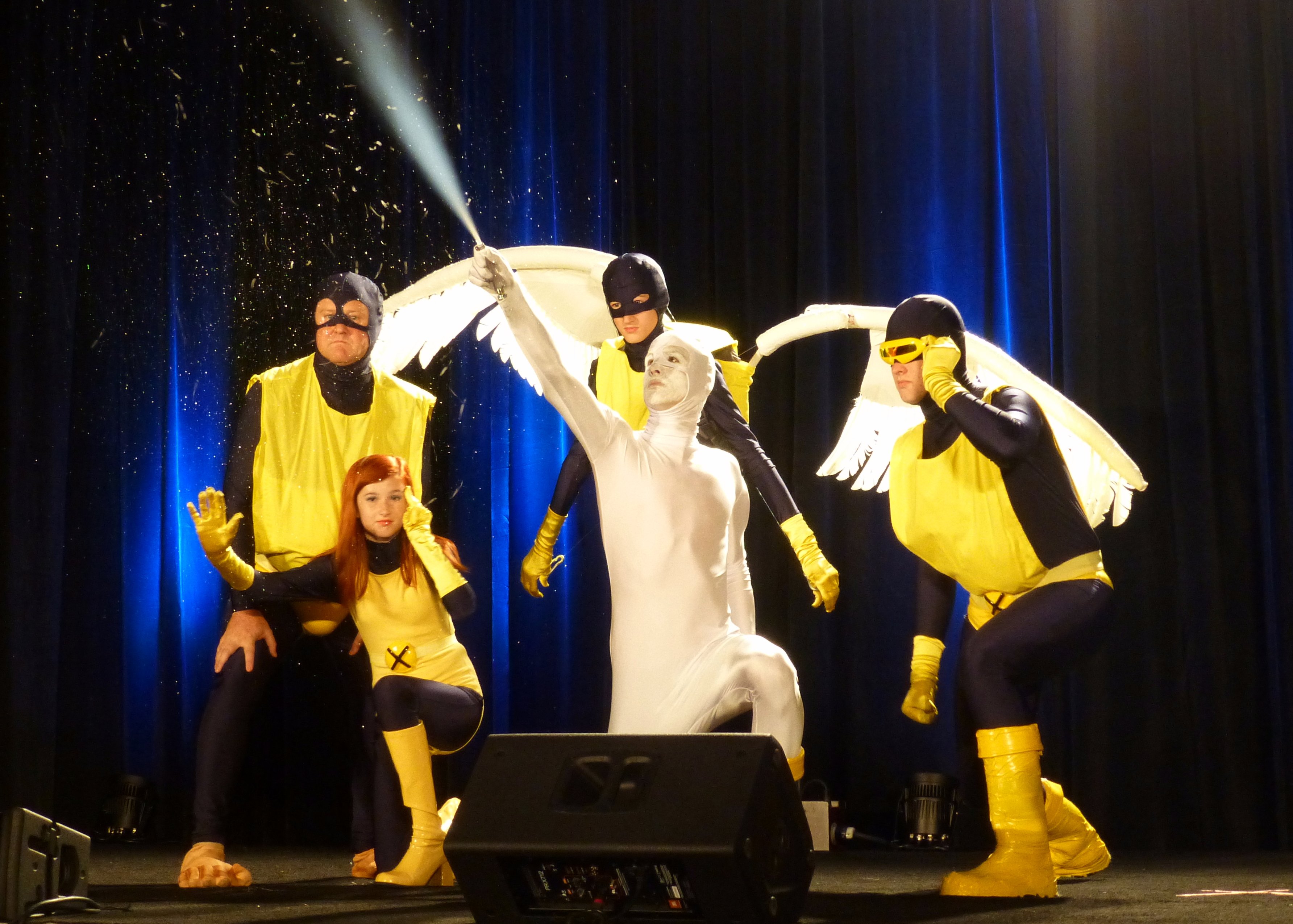
Concurs de disfresses del 2015 representant els X-Men originals.

Scott va començar a ser entrenat per Xavier a la seva escola per a ser part dels X-Men, el nou equip de superherois mutants. Scott va prendre llavors el nom codi de Cyclops. A ell se li van sumar a l'escola de Xavier altres quatre joves: Iceman, Beast, Angel i Marvel Girl. Cyclops va ser escollit líder de camp de l'equip no només per la seva major experiència, sinó també pel seu do de comandament i facilitat per formar estratègies. Els X-Men fan el seu debut públic mesos després, salvant la base espacial nord-americana de Cap Canaveral d'un atac del malvat Magneto, l'autoproclamat "Amo del Magnetisme".
Des que la va conèixer, Cyclops es va sentir atret romànticament per la seva companya d'equip, Jean Grey, Marvel Girl. Ella li va correspondre i més endavant van iniciar un romanç que es va perllongar durant anys.

### El X-Men desplaçats en el temps
Beast va viatjar al passat esperant que portar els joves X-Men originals al present li recordaria a Cíclope perquè Xavier havia creat els X-Men i evitaria un genocidi mutant. Els X-Men originals després van decidir quedar-se al present. Tant el jove Cíclope desplaçat en el temps, com el Cíclope adult original, van unir forces quan s'enfronten amb la Brotherhood of Evil Mutants vinguts del futur, que viatgen al present i intenten forçar als X-Men originals a tornar al passat.
Més tard, la jove versió de Jean Gray desplaçada en el temps, va ser atacada pels Shi'ar, els qui injustament planejaven jutjar-la per les accions de la Phoenix Force, amb la que encara no havia entrat en contacte. El jove Cyclops es va unir als Guardians of the Galaxy i als Starjammers per rescatar-la. El jove Cíclope va saber llavors que el seu pare, Corsair, era viu, i va decidir seguir-lo a l'espai i deixar als X-Men.
Cyclops va gaudir passant temps amb el pare que creia mort en la seva línia temporal. Tots dos van ser abandonats en un planeta alienígena i perseguits per perillosos caçadors de recompenses. Van ser segrestats pel malvat Capità Valesh Malafect. Cyclops desenvolupa un romanç amb la filla del capità, Vileena. Finalment Cyclops es troba amb els Guardians de la Galàxia i els X-Men originals durant els events de Black Vortex i acaba tornant a la Terra.
El jove Cyclops dona suport als X-Men a la guerra contra els Inhumans. Durant la batalla, el jove Cyclops va ser posseït breument per un inhuman, qui li va revelar que en realitat el Cyclops adult no va morir de forma heroica, sinó que tot va ser una manipulació d'Emma Frost. El jove Cíclope va exposar a Emma i la va obligar a revelar la veritat.
Durant una temporada, el jove Cyclops també es va unir a l'equip de superherois coneguts com els Champions.
El jove Cíclop i la resta dels X-Men originals van acabar reunint-se i formant un nou equip sota el suport de Magneto.
Més endavant, l'equip va decidir tornar a la seva línia temporal original. La jove Jean Grey va aconseguir esborrar els records dels joves X-Men sobre tots els esdeveniments que van viure en el present. Quan el jove Cyclops va tornar al passat tancant el bucle temporal, els seus records es van afegir als del Cyclops del present.

### Relació amb Jean Grey
Sense records del succeït el tímid Scott va tardar en reconèixer els seus sentiments per Jean, inicialment creient que no podia competir amb Warren Worthington, Angel, qui també se sentia atret per ella i no tenia el mateix inconvenient en reconèixer-ho. En una ocasió, va tombar accidentalment al seu company Warren Worthington, Angel, i aquest el va acusar d'haver-ho fet expressament perquè ell també estima a Jean. Poc després, quan celebrant pel 18è aniversari de Iceman Warren es va retrobar amb Candy Southern, Scott es va atrevir a sincerar-se amb Jean. Des de llavors es van fer inseparables i, fins i tot quan els X-Men es van separar després da la supossada mort del professor Xavier, van compartir missions junts. Els X-Men es van reunir quan van sorgir noves amenaces.

### Retrobament amb Alex
Un temps més tard, va comunicar als seus companys que tenia un germà quan aquest es va graduar a l'escola. Quan l'equip va voler celebrar-ho amb Àlex, va ser segrestat per homes vestits a la manera dels antics egipcis. Alex també era un mutant, capaç d'absorbir el mateix ventall de radiació còsmica que un descendent dels antics faraons. L'anomenat Living Pharoah va aïllar Alex en una cambra de contenció perquè pogués acumular tots els rajos còsmics per a ell mateix. El pla va funcionar i el mutant egipci es va transformar en el Living Monolit. Tot i això, havia menystingut el poder d'Alex, i el germà menor Summers es va alliberar de la seva presó; mentre els X-Men arribaven a ajudar. Aviat van derrotar el Monòlit. Alex es va unir al grup com a membre reserva, amb el sobrenom de Havok.

### Els nous X-Men
Els X-Men originals, amb els reserves Havok i Lorna Dane van ser atacats per una entitat coneguda com a Krakoa. Xavier va reclutar un nou equip d'estudiants per tal de rescatar als seus alumnes. Es tractava de Darwin, Petra, Sway i Vulcan, el germà petit a Cyclops i Havok, que havia estat enviat a la Terra com a l'espia dels Shi’ar. L'equip va tenir èxit en rescatar a Cyclops, però tots van morir de forma tràgica a la missió, amb l'excepció de Vulcan i Darwin. Xavier va esborrar els records de Cyclops i va reclutar un altre equip per rescatar als seus alumnes.
Tot el grup original va abandonar el nou grup amb l'excepció de Cyclops, que se sentia incapaç de portar una vida normal.
Poc després, en una missió de rescat en una base espacial Jean, que es trobava amb el grup, va deixar-lo inconsciente per sacrificant-se pel grup sent la que tenia més possibilitats de pilotar una nau i salvar-los sense morir. Va acabar sent suplantada per l'entitat còsmica coneguda com a Phoenix Force, qui va protegir el seu cos perquè es curés de les seves greus cremades a la reentrada a la Terra. Amb el nom de Phoenix va ocupar el seu lloc dins dels X-Men. Phoenix va salvar el cosmos de ser consumit pel boig Emperador Shi'Ar D'Ken. En aquesta missió, Cíclope es va retrobar amb el seu pare. Christopher Summers ara es feia dir Corsair i era el líder dels Starjammers, un equip de pirates espacials. Corsair va demanar a Jean que ocultés la seva identita al seu fill. Storm també ho va sentir i va mantenir el secret.
Els X-Men van creure morta a Phoenix i a Beast que es trobava amb ella després d'una batalla amb Magneto a la Savage Land. Scott no podia plorar-la i creia que això significava que no l'estimava. En aquesta època se cita breument amb Colleen Wing. Tanmateix, quan Scott i Jean es van retrobar a l'illa Muir per lluitar contra Proteus, ell va redescobrir el seu amor per ella. Phoenix va caure en el seu costat fosc dominada pel seu poder. Scott va aconseguir fer-la tornar a la seva part humana i va demanar-li en matrimoni, el que ella va acceptar just abans que apareguessin els Shi'ar. Phoenix es va sacrificar veient-se incapaç de controlar el seu poder. Després de la seva mort, Scott va deixar els X-Men. Va fitxar com a tripulant d'un vaixell de pesca, capitanejat per Lee Forrester. Després d'una aventura en la qual el pare de Lee va ser posseït per D'Spayre, Cyclops i el Man-Thing van lluitar amb D'Spayre, Scott i Lee es troben nàufrags al Triangle de les Bermudes, on topen amb la nova base d'operacions de Magneto, que el reconeix. Després d'un nou enfrontament entre els X-Men i Magneto, torna temporalment al grup.
Scott va descobrir que Corsair el líder del grup pirata espacial Starjammers era en realitat el seu pare. Aquest li va explicar que van ser capturats i venuts a l'esclavitud pels Shi'ar. La seva mare va ser assassinada pel llavors emperador D'Ken, deixant a un dolgut Corsair per escapar de la captivitat i formar els Starjammers. A través de Corsair també descobreix que té avis, propietaris d'una companyia naviliera a Alaska. Durant la primera visita als seus avis, coneix a Madelyne Pryor, una dona que té una gran semblança amb Jean. Amb el temps, es casa amb ella. Després del naixement del seu fill, s'enfronta amb Storm, que es troba sense poders, pel lideratge dels X-Men. Descentrat, Scott perd el duel i abandona els X-Men.

### X-Factor i Inferno

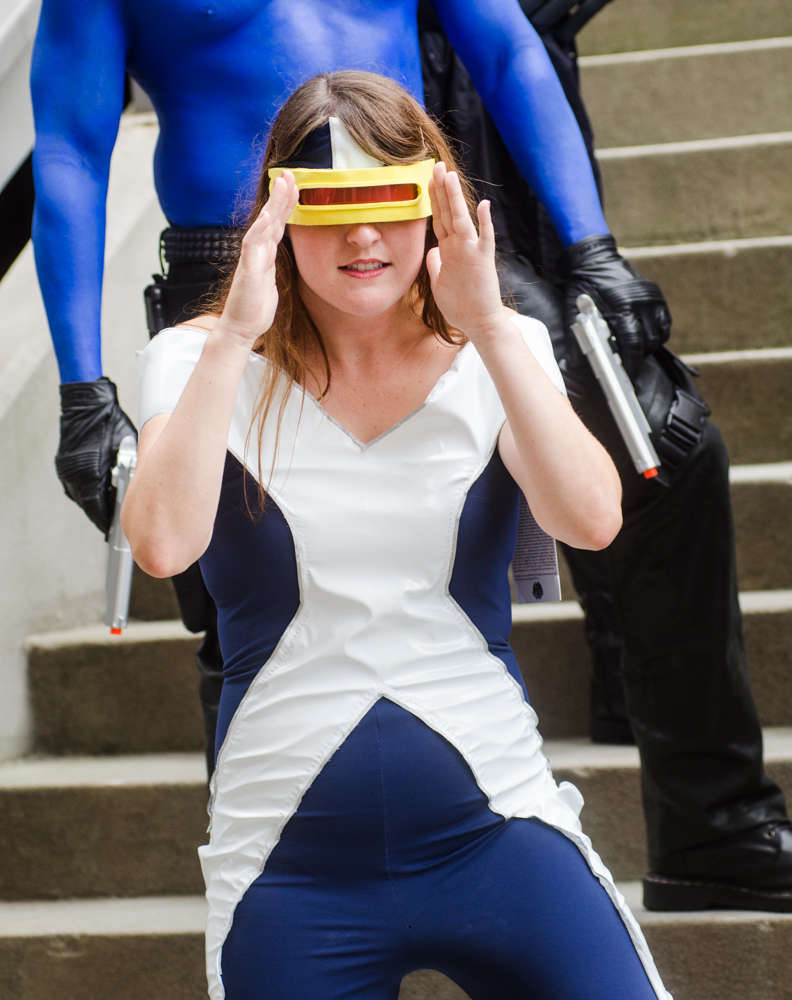
cosplayer femenina amb l'uniforme de l'època en què va estar a X-Factor.

Poc després del naixement del seu fill Nathan, Jean Grey va ser trobada amb vida pels Avengers i Fantastic Four. Van descobrir que Jean mai no havia estat Phoenix, que era una entitat còsmica que va col·locar a una Jean Gray moribunda en una beina curativa al fons de la badia de Jamaica i la va substituir prenent la seva aparença i els seus records, fins al punt de oblidar que no era ella mateixa la veritable Jean Grey. Després de sentir que Jean era viva, Cyclops se'n va anar veure-la tot i l'amenaça de Madelyne que si se n'anava no tornés mai. Es va reunir amb els altres X-Men originals formant X-Factor, que es van presentar com a caçadors mutants, però que en realitat intentaven ajudar els seus germans genètics.
Atordit per la sorpresa d'estar de nou al costat de Jean no li va explicar que estava casat fins que van passar unes setmanes, llavors Jean li va fer veure que havia de contactar amb la seva dona. Scott va trucar a Madelyne, però les línies telefòniques semblaven tallades, així que va viatjar sol fins Nebraska. Allà va descobrir que la seva casa havia estat destruïda. Al posar-se en contacte amb les autoritats locals se'l va informar que s'havia trobat al riu el cadàver d'una dona que coincidia amb la seva descripció. Scott va identificar erròniament el cadàver com el de Madelyne, ja que es tractava d'un altre clon creat per Mr. Sinister. Cyclops tornaria de nou al costat de Factor-X a temps d'assabentar-se de la suposada mort de Warren després haver-se-li amputat les ales. Un temps més tard, van revelar que X-Factor eren mutants i van salvar la ciutat de Nova York, sent vitorejats. Scott i Jean es van reconciliar i van tornar a ser parella.
Durant els successos d'Inferno, Scott va descobrir que Madelyne no estava morta i quin era el seu veritable origen, així com les manipulacions que havia fet amb ell Mr. Sinister durant la seva infància a l'orfenat. En veure que el seu fill seguia viu, va anar a l'orfenat de Nebraska trobant-lo en animació suspesa al costat d'altres nens. En aquest moment van irrompre Nanny i Orphan Maker (Creador d'orfes), qui pretenien rescatar també als nens. No obstant això un grup de dimonis va acabar emportant-se'ls per sacrificar-los mentre Nanny i Orphan Maker s'enfrontaven a Jean i Scott. Finalment els nens van ser rescatats dels dimonis pels X-Terminadores i els New Mutants. Scott va recuperar a la fi al seu fill, però Madelyne va morir durant els esdeveniments d'aquella nit.
Un temps després Apocalypse va segrestar Nathan infectant-lo amb un virus tecnorgánico. Cíclope es va veure obligat a enviar-lo al futur amb l'esperança que trobessin una cura.
A continuació, l'enemic psionic de Xavier, el Shadow King (Rei Ombra), va tornar a combatre els X-Men i X-Factor. Després de la seva derrota, Cyclops i X-Factor es va reincorporar a l'equip dels X-Men; Scott és nomenat líder d'un equip anomenat "Blue Team".

### Tornada als X-Men

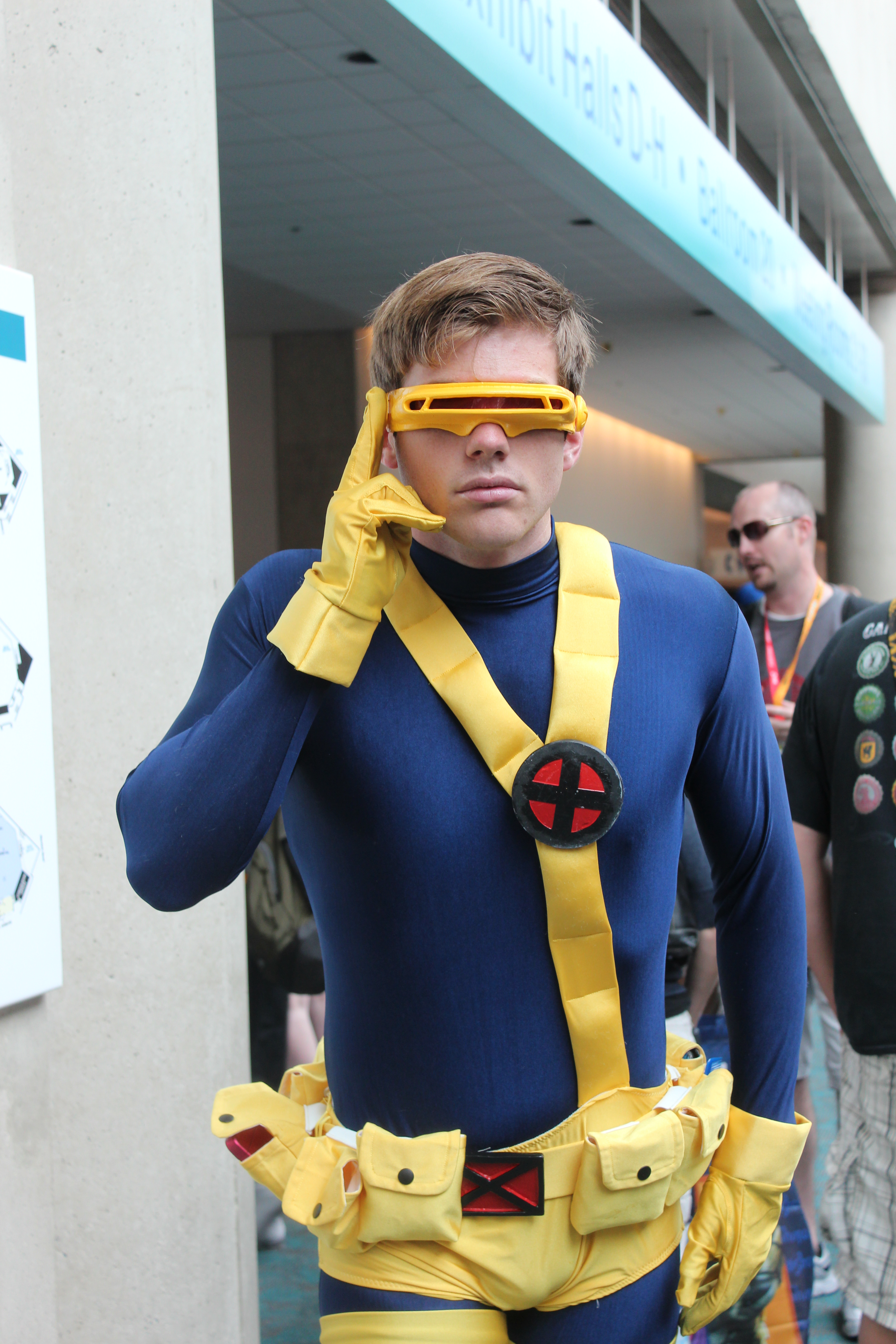
Cosplayer de Cyclops amb l'uniforme que va portar en la seva tornada als X-Men.

Poc després del seu retorn als X-Men, Ciclop i Jean Grey van ser segrestats per ordres de Stryfe, un terrible terrorista originari d'un futur distant. Stryfe va retenir a Ciclop i Jean a la base abandonada d'Apocalypse a la Lluna. Ciclop va arribar a intuir que Stryfe era el seu fill Nathan, qui d'alguna manera havia tornat del futur a venjar-se del seu pare. Stryfe va ser derrotat per Cable, el guerrer de el futur i líder de X-Force. El fet que Stryfe i Cable fossin idèntics, va generar en Cíclope el dubte de saber qui dels dos era el seu fill.
Poc després, Ciclop i Jean finalment es van casar en una cerimònia realitzada en la Mansió dels X-Men. Durant la seva lluna de mel, mentre tots dos es trobaven en Jamaica, van ser abduïts mentalment per Rachel Summers, filla de Ciclop i Jean en una dimensió alternativa. Però Rachel a més va revelar ser la Mare Askani (la dona que es va emportar a Nathan al futur per salvar-lo). Rachel va portar a Ciclop i Jean a la línia temporal en què havia enviat a Nathan, uns 2000 anys en el futur. En aquest futur, Apocalypse finalment reinava com un tirà absolut. Els Askani van planejar salvar Nathan del tecno-virus d'Apocalipsi clonant el seu cos i traslladant la seva ment a aquest nou cos sa. Però el clon va ser robat per Apocalypse creient que era l'original. Apocalypse va criar a aquest nen, que es convertiria eventualment en Stryfe. Ciclope i Jean (utilitzant els pseudònims de Slym i Red), van ajudar el petit Nathan a controlar els seus poders i destruir Apocalypse. Eventualment Rachel va tornar les seves ments al present. Ciclop va confirmar que el seu fill era realment Cable. Tot i que físicament Cyclops i Jean només van passar unes hores inconscients, les seves ments van passar deu anys en el futur.
Cyclops i Jean es van reintegrar als X-Men. Més endavant, en els esdeveniments de l' Operation: Zero Tolerance, el malvat Bastion va capturar a Cyclops i als X-Men. Bastion va implantar una bomba al pit de Cyclops. Eventualment la bomba va ser extreta de Cíclope amb l'ajuda de la Dra. Cecilia Reyes. Després d'aquesta experiència, Cyclops i Jean van prendre's un descans dels X-Men i es van mudar a una cabana a Alaska.
Scott va començar a cansar-se quan Jean va començar a vestir-se el mateix vestit que portava el seu doble de Phoenix. Ella va manifestar l'ocell en flames de Phoenix mentre s'entrenava. Scott va començar a preocupar-se de que el Fènix havia tornat abans que Jean perdés els seus psi-poders arran de la Guerra Psi. La parella va continuar retirada i l'assumpte del retorn de la Força Phoenix va quedar oblidada durant un temps.
Temps després, Cyclops i Jean finalment va tornar amb els X-Men per enfrontar la crisi desfermada per Apocalypse. Apocalypse va desfermar la guerra contra els 12 mutantes més perillosos per al seu ascens, inclòs Cyclops. Apocalipsi va intentar a més prendre el control del jove mutant Nate Grey (una versió de Cable provinent de l'anomenada Apocalypse Age). Cyclops va unir forces amb Cable i junts van aconseguir vèncer Apocalypse, però Cyclops va intervenia en el procés de possessió d'Apocalypse cap a Nate i va acabat "fusionat" amb el malvat. El Cyclops-Apocalypse va escapar dels X-Men i es va mantenir ocult per un temps.
Mesos després, Jean i Cable van tenir èxit en trobar a Cyclops i alliberar-lo del control de Apocalypse. Cable aparentment va destruir l'essència d'Apocalypse. Però Cyclops va queda seriosament traumatitzat per l'experiència, i això va posar la seva relació amb Jean en una crisi.

### New X-Men i direcció de l'Institut
Després de la revelació del professor X com a mutant mentre estava secretament sota la influència de Cassandra Nova, l'escola va obrir les portes a la població mutant en general. Xavier va abandonar la Terra i Jean va ser la directora de l'escola. Quan Jean va començar a mostrar signes de manifestar la Força Phoenix, Scott es va allunyar més d'ella. Jean, confosa pel canvi en la seva relació, va confiar en Logan i els dos es van besar al bosc fora de l'escola, però Logan es va allunyar i li va dir que havia de romandre amb Scott. Les noves responsabilitats de Jean, juntament amb els seus creixents poders, la van obligar a posar la seva atenció en un altre lloc, deixant que Scott se sentís ignorat i cregués que es trivialitzava el seu trauma.
Scott va ser fonamental per prevenir el suïcidi mutant de Kuan-Yin Xorn i per reclutar el poderós mutant als X-Men. Scott es va abstenir de mantenir relacions sexuals amb Jean durant cinc mesos i, fins i tot després que Jean intentés diverses vegades parlar amb ell, va continuar allunyant-la. Això va fer sentir a Jean que Scott ja no la volia. Scott va demanar l'ajuda de la terapeuta qualificada, Emma Frost, antiga enemiga que s'havia reformat i s'havia unit als X-Men. La seva relació va començar aparentment com una sèrie de sessions de teràpia psíquica, però Emma va aprofitar aquesta situació per apropar-se a Scott i, sota el pretext d'assessorar-lo, va poder provocar un affair telepàtic.
Quan Jean va descobrir l'aventura, els seus sentiments ferits van créixer i va obligar Emma a admetre els seus veritables sentiments. Furiós tant amb ell com amb Jean, Scott es va enfrontar a Jean i va exigir que llegís la seva ment i Jean va descobrir que Scott i Emma no havien tingut mai cap contacte físic, tot i que Emma ho havia ofert. Scott, que va sentir que no podia estar amb la seva dona enfurismada i ferida, va deixar tamporalment els X-Men per reflexionar sobre el que estava passant a la seva vida. Jean va considerar una separació. En la seva absència, Cyclops va unir forces amb Wolverine i Fantomex per desmantellar la base del projecte Weapon Plus.
Quan Scott va tornar, John Sublime havia pres el control de Xorn. Aquest, fent-se passar per Magneto, va atacar els X-Men i va matar a Jean en el procés. Mentre estava morint, Scott es va disculpar per ferir-la, però Jean li va dir que ella ho entenia i no l'havia vist mai tant viu i el va instar a viure. Scott va quedar devastat per la mort de Jean. Va pensar en deixar els X-Men una vegada més, però la Jean d'un futur alternatiu va intervenir telepàticament per intentar evitar que passés el seu futur fosc. Va instar a Scott a viure i ser feliç amb Emma.
Després de la crisi, el Professor Xavier decideix abandonar als X-Men per instal·lar-se a l'illa de Genosha, cedint a Cyclops i Emma Frost la direcció de l'Institut. Cyclops i Jean comencen una relació tot i les crítiques d'alguns dels seus companys a causa de la recent viduïtat de Cíclope. Rachel Summers, especialment, es va sentir ferida i enutjada per la falta de remordiments del seu pare per la relació psíquica que havia descobert Jean abans de morir. Rachel va canviar el seu cognom a Grey en memòria de la seva mare.
Poc després, la Sala de perill dels X-Men va atacar els X-Men i tracant de matar el professor Xavier. Anomenant-se Danger (Perill), "ella" va revelar que el professor Xavier sabia que era conscient de si mateixa des que la tecnologia Shi'ar es va instal·lar com a Sala de Perill anys enrere, però va optar per ignorar-la, efectivament, utilitzant-la inhumanament només per entrenar els seus equips de X-Men. Després de la seva derrota a l'illa de Genosha, els X-Men van abandonar el Professor Xavier a l'illa amb repugnància, i Cyclops va declarar que ja no el necessitava a l'escola ni amb l'equip.
Durant els esdeveniments de House of M, en la qual els poders de la Scarlet Witch van alterar la realitat fent dels mutants la raça predominant de la Terra, Scott estava casat amb Emma Frost i treballava com a pilot civil. En el moment en què Lobezno va ajudar a Layla Miller a despertar a Emma de les manipulacions de Wanda, Scott va arribar a casa i també li van treure el vel dels ulls. Al costat d'altres herois va viatjar fins a Genosha on va ajudar en l'atac contra la Dinastia de M forçant així a el món a recuperar la normalitat, però els poders de Wanda van desactivar el poder de gairebé tots els mutants, convertint-los en una espècie en perill d'extinció.
En contra dels desitjos dels codirectors Scott i Emma, el govern va assignar la Sentinel Squad O*N*E per protegir la mansió i els seus habitants. Amb pocs mutants després del dia M, Cyclops va obrir la finca del Xavier Institute com a camp de refugiats, per a qualsevol mutant que necessités protecció o un lloc on allotjar-se.
Poc després, la Força Phoenix va tornar a la Terra greument ferida després el combat contra Xorn. L'entitat buscava un dels seus fragments, que va acabar allotjant-se en l'interior de Cyclops. La Força Phoenix va exhumar el cos de Jean utilitzant-com a vehicle. Els X-Men van enfrontar-se a la criatura, qui finalment va recuperar el fragment que li faltava i se'n va tornar a l'espai.
L'energia que anteriorment posseïen els mutants que havien perdut els poders estava orbitant la Terra després dels esdeveniments del Dia M. Mentre passava algunes roques en òrbita, l'energia va despertar Vulcan. Aquest, commocionat quan va veure que Scott no el reconeixia, va atacar i derrotar fàcilment a diversos membres dels X-Men i va segrestar Cyclops i Rachel i va revelar (novament) que era el germà petit de Cyclops. Quan Scott va preguntar per què no recordava cap dels esdeveniments, el professor Xavier va confirmar que els records no eren al cap de Scott perquè se'ls havia esborrat. Vulcan es va escapar, afirmant que menyspreava en el que s'havien convertit els X-Men i ja no considerava Scott o Alex els seus germans. Això va deteriorar encara més la relació de Cyclops amb el seu mentor i va exigir que el professor Xavier abandonés l'escola.
Malgrat tot, quan Hulk va atacar la Mansió-X per dur-se a Xavier per haver format part dels Illuminati, Cyclops se li va oposar i va disparar un raig a plena potència contra Hulk. No obstant això, el poder de Banner s'havia incrementat com mai i va ser capaç de resistir el raig i agafar el cap de Cyclops amb una sola mà bloquejant la descàrrega d'energia òptica. Finalment Hulk va decidir abandonar el seu objectiu quan va descobrir que els mutants estaven literalment a la vora de la extición.

### Messiah Complex
Cyclops porta un equip a Alaska per trobar el nou mutant detectat per Cerebro, el primer nascut després del Dia M. Quan arriba l'equip, troben gairebé tots els nens a la ciutat assassinats, Marauders i Purifiers morts, i el nadó desaparegut. Envia un equip format per Wolverine, Nightcrawler, Angel i Colossus per cercar antics Acolytes per obtenir informació sobre els Marauders. Scott truca a X-Factor per ajudar amb la situació, demana a Rictor que s'infiltri als purificadors, i demana a Madrox i Layla Miller que vagin a veure Forge. Al descobrir que Cable ha segrestat el mutant nounat, Cyclops ordena la recreació de X-Force amb Wolverine al capdavant de l'equip. La seva primera missió és caçar a Cable i recuperar el nadó.
Després de trobar l'amagatall dels Marauders a l'illa Muir, Cyclops envia X-Force i Bishop per anar-hi i recuperar el nadó. Durant la balla final Cíclops envia els nous X-Men contra els Marauders, creient que les forces de Sinister no podran contrarrestar enemics poc coneguts. Els estudiants es mostren efectius. Ciclop s'enfronta a Cable exigint l'entrega del nadó. Cable, amb una pistola dirigida al seu pare, suplica a Cyclops que el deixi escapar al futur amb el nadó. Tot i això, Cable dona el fill a Cyclops, després que Xavier assenyali que el futur de tots els mutants està en joc i Cyclops, com a líder dels X-Men, parla pels mutants. Cyclops sosté el nadó i, adonant-se que el nen mereix l'oportunitat de tenir el seu propi destí, se'l torna a Cable. Aquest es teleporta al futur al mateix moment que Bishop dispara contra la nena. El tret falla la troba i colpeja en Xavier al cap. Cyclops ataca a Bishop amb una explosió òptica i Cyclops declara que els X-Men es dissoldran.

### San Francisco i Utopia
Cyclops i Emma Frost es muden a San Francisco (Califòrnia), convidats per l'alcalde de la ciutat. La ciutat és declarada "amigable" amb els mutants i aviat els X-Men es reagrupen en ella. Amb la creixent amenaça dels Purifiers, Cyclops i Wolverine planegen destruir els Purificadors, amagant les operacions de X-Force a la resta dels X-Men.
Més endavant, quan Norman Osborn és nomenat director de SHIELD, declara als X-Men com il·legals en territori nacional, Cyclops accepta una aliança amb Magneto, qui ofereix refugi a l'equip i a tots els mutants en el seu vella base, l'Asteroide-M, ara transformat en un illot enfront de les costes de Sant Francesc anomenat Utopia.
La tornada de Hope des del futur va causar que Bastion enviés contra Utopia una horda interminable de Sentinels Nimrod provinents del futur. L'única forma d'acabar amb ells va ser amb una missió suïcida duta a terme per X-Force. Durant el transcurs de la missió, X-Force va complir amb la seva comesa, però Cable es va sacrificar perquè el grup pogués tornar de la seva missió.

### Schism
Els X-Men més endavant descobreixen l'existència de la Força-X, reprotxant a Cyclops i a Wolverine que n'ocultessin la seva existència. Aquest és l'inici d'una sèrie d'hostilitats entre Cíclope i Wolverine que s'amplien quan la jove Idie mata gairebé tots els membre del Hellfire Club per salvar als seus amics i mentors.
El nou Hellfire Club activa un Sentinel gegant especial, enviat cap a Utopia. Amb la majoria dels X-Men allunyats d'Utopia i part de l'equip que es troba al laboratori habilitat com hospital, la jove messies mutant Hope Summers i altres mutants adolescents s'ofereixen voluntaris per unir-se a Cyclops en la lluita contra la super Sentinel. Wolverine s'oposa a la idea de posar els nens a les primeres línies contra el Sentinel; quan Cyclops insisteix que tothom que vulgui lluitar ha de fer-ho, Wolverine aconsegueix un detonador i amenaça amb fer volar Utopia per aconseguir que els joves fugin de l'illa i destrueixin el super Sentinel, considerant que no val la pena sacrificar la seva innocència per defensar un illot artificial. Cyclops i la frustració de Wolverine els uns amb els altres arriben al cap quan Cyclops treu a la conversa Jean Grey. Els dos es barallen mútuament mentre són atacats pel Sentinel.
Finalment, l'amenaça del super Sentinel els obliga a deixar de lluitar entre ells i unir-se a Hope i als altres joves mutants en la batalla contra el Sentinel, que és enderrocat. Però les diferències ideològiques entre Cyclops i Wolverine fan que Wolverine decideixi abandonar Utopia i portar-se a qui vulgui venir amb ell. Alguns membres dels X-Men se'n van amb Wolverine, mentre que una altra part de l'equip es queda a Utopia amb Cyclops.
Si bé Wolverine no se'n va com enemic de Cyclops i els seus X-Men, deixa clar que vol que cada part es quedin al marge de l'altra. Diversos X-Men se'n van per diverses raons; Rogue, com a exemple, se’n va perquè sent que Cyclops ha arribat a un punt en què la seva voluntat anterior de qüestionar les seves decisions ha estat substituïda per una incapacitat d'acceptar que podria equivocar-se. Amb els X-Men que han triat marxar al seu costat, Wolverine torna a Westchester, Nova York, per obrir l'Escola Jean Grey per a dotats, mentre que Cyclops organitza nous equips de X-Men i roman a Utopia.

### Avengers vs X-Men

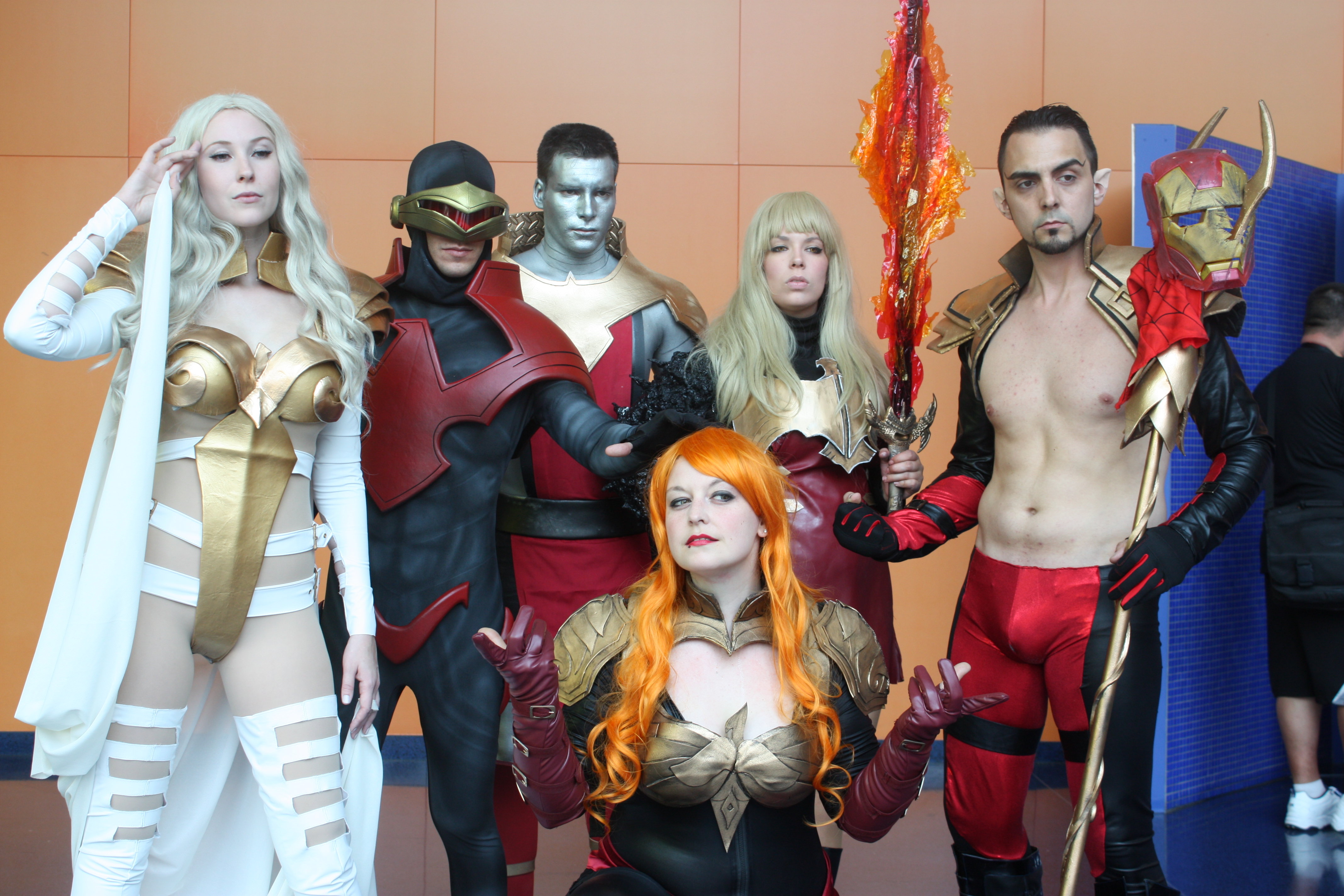
Cosplayers dels cinc Phoenix (amb Jean Grey).

La notícia que la Força Fénix es dirigia cap a la Terra va fer que Scott cregués que era el senyal que estaven esperant perquè Hope es convertís en la seva portadora i restablís el gen-X. Scott creia fermament en això, per aquest motiu quan els Venjadors es van presentar a Utopia per reclamar la custòdia de Hope es va produir un enfrontament entre els dos grups. En veure el que passava per la seva causa, Hope va decidir escapar i Cyclops va ordenar l'evacuació d'Utopia. L'Equip Extinció es va tornar clandestí i es van tornar a enfrontar en la Lluna als Venjadors. La Phoenix Force va arribar i a l'ésser fragmentada per Iron Man es va apoderar dels cinc membres presents de l'Equip Extinció. Dotats amb un poder còsmic, els mutants van decidir canviar la Terra per convertir-la en un lloc utòpic, acabant amb la fam i les guerres. Però els Venjadors, moguts per Wolveine i el Capità Amèrica van continuar oposant-se'ls. Ja fos per les lluites constants a què estaven sotmesos com per la inevitable corrupció de la Phoenix Force, un a un, els cinc mutants van anar caient fins que únicament va quedar Scott dotat de tot el poder de l'entitat còsmica. Transformat en Phoenix Fosc, Scott va matar el Professor-X, quan el va intentar aturar. Finalment Hope i la Bruixa Escarlata van aconseguir arrencar-li el poder còsmic. Hope el va usar per restablir el gen-X i després el va alliberar.

### Després de Avengers vs X-Men

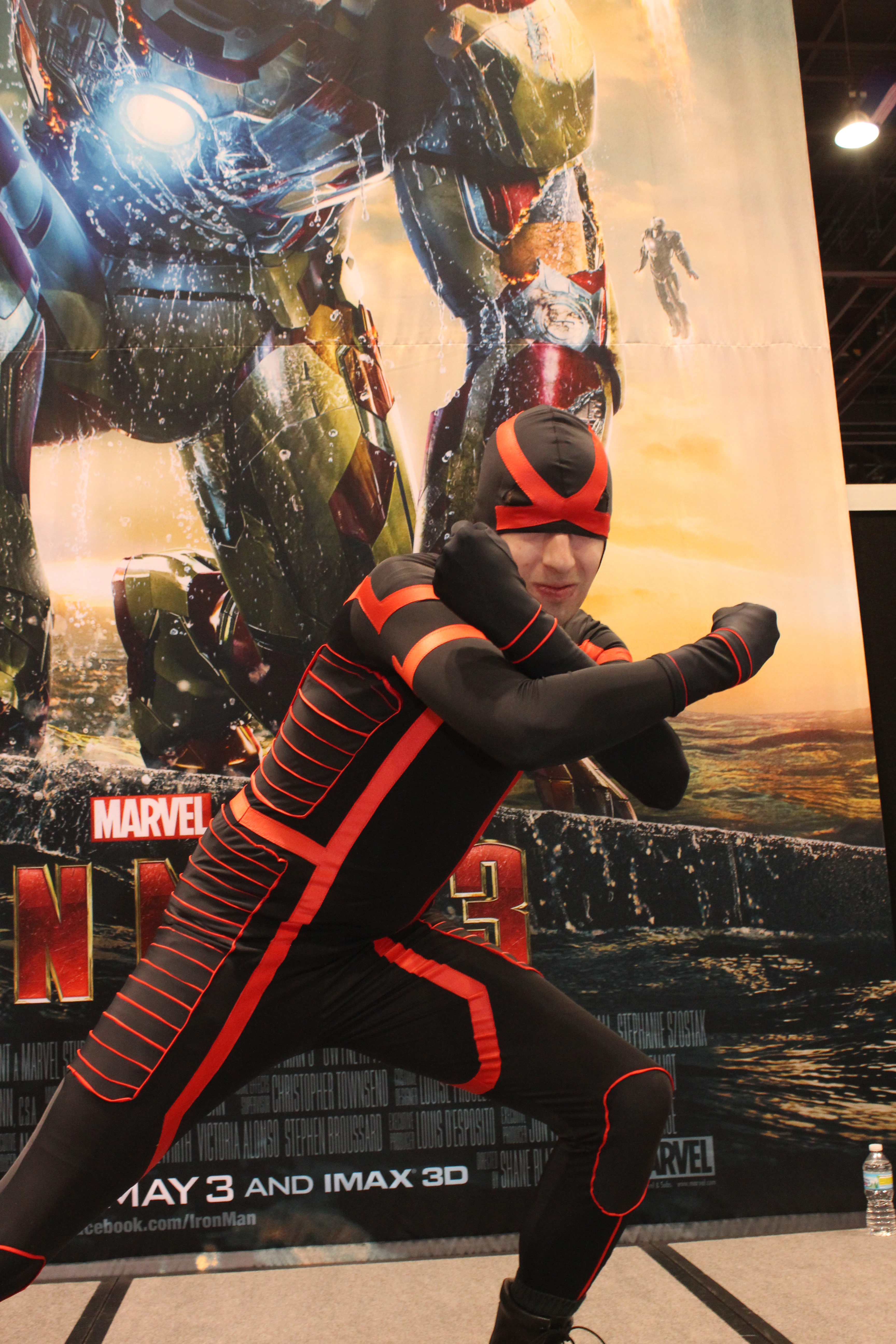
Cosplayer de Ciclop amb l'uniforme de l'època de Uncanny X-Men vol.3.

Amb els X-Men inquietats per les polítiques més violentes de Scott -incloent atacs a policies i diversos funcionaris per detenir il·legalment mutants després que es manifestessin els seus poders-, però no volen afrontar-lo activament per por de desencadenar una guerra civil mutant, un comentari d'Iceman inspira a Beast a buscar una nova solució; viatjar en el temps per reclutar Scott Summers als seus primers dies de l'escola de Xavier per convèncer l'actual Scott que el que estava fent està malament. També s'especula que aquells que posseïen o tenien interaccions fortes amb la Phoenix Force han vist alterades les seves capacitats de diferents maneres. Això deixa Cyclops amb poc control sobre els seus poders. Més tard es va revelar que el motiu de l'alteració de poders no va ser per l'exposició a la Phoenix Force sinó perquè havien estat infectats per Dark Beast amb nano-sentinels. Una vegada que els van extreure del seu cossos, van recuperar el control total sobre els seus poders.
També es revela que la "Revolució mutant" i en particular Cyclops han obtingut suport popular entre el gran públic, malgrat la desconfiança continuada i l'animadversió entre els venjadors i els X-Men.
Cyclops va crear una nova base a l'antiga instal·lació Arma X del Canadà per entrenar nous mutants amb Emma Frost, Magik i Magneto. L'anomena New Xavier School for the Gifted. Es va revelar que Scott, Emma, Illyana i Magneto havien estat infectats amb nanite sentinels que havien corromput els seus poders i van fer-los imprevisibles. Cyclops va començar a reclutar nous mutants per als seu nou equip d'X-Men. Fa servir Cerebro per trobar nous mutants i sovint xoca amb Sentinels, SHIELD, els Venjadors i, fins i tot, mutants del futur durant la Battle of the Atom.
Storm va trobar la nova escola de Cyclops per dir-li que es llegiria l'última voluntat i testament de Xavier a Westchester i li permetrien tornar al campus de l'escola original. Després de la lectura de la voluntat de Xavier, en què va deixar tot a Scott i va assenyalar que sempre el veia com un fill, Scott va decidir tancar la New Xavier School i enviar tots els seus estudiants al Jean Gray School, reflectint que simplement havia començat a fer amenaces després d'haver fallat tots els altres mètodes, però ara es veia obligat a reconèixer que aquesta acció no era el que Xavier hauria volgut d'ell, admetent que mai havia tingut un pla real per al que passaria si algú intentava obligar-lo a complir aquestes amenaces.
Cyclops, després d'adonar-se finalment quina era la seva revolució mutant, va reunir mutants a la Casa Blanca per demostrar als humans que els mutants es podrien reunir en un sol lloc sense fer mal a la raça humana. Alguns X-Men es mostraven reticents a apreciar l'acte de Cyclops, mentre que d'altres el van avalar, com Nightcrawler, el seu germà Havok i finalment Magneto, que va afirmar que, tot i que les accions de Cyclops semblaven insensades, a Xavier li haurien encantat.

### Secret Wars
En algun moment de la història del futur Time Runs Out, Cyclops adquireix un ou de Phoenix que guarda en reserva, amb l'esperança d'utilitzar-lo per acabar amb les Incursions.
Durant la història Secret Wars, Cyclops es col·loca a la part superior de l'ou Phoenix durant la incursió entre la Terra-616 i la Terra-1610. Cyclops eventualment utilitza els ous de Phoenix per unir-se un altre cop amb la Phoenix Force i fa servir els seus poders per a decimar els Children of Tomorrow (fills de demà) procedents de la terra Ultimate, abans d'unir-se als herois supervivents del seu univers a la seva "balsa salvavides", inclosos Mister Fantastic, Captain Marvel, Spider-Man, Black Panther, el nou Thor, i Star-Lord. Es mantenen en estasi un temps fins que són alliberats pel Doctor Strange - que va sobreviure a les incursions pel seu compte- i es troba amb Miles Morales, el successor de l'original Spider-Man de l'univers Ultimate. Descobrint que Strange és el xèrif de Doctor Doom, els herois van començar a conèixer més informació sobre on es trobaven i la situació del món actual. Tot i que Cyclops, influït per la Phoenix Force, accepta inicialment el nou món que Doom ha creat després de la destrucció del Multivers, s'uneix a la resta de supervivents per atacar el Doctor Doom. La Phoenix Force permet aguantar temporalment el poder omnipotent de Doom, però la lluita acaba amb Doom trencant el coll de Cyclops.

### Mort
Després de les Secret Wars i la restauració de la Terra ara anormenada Earth Prime (Terra Primordial), Cyclops va ser aparentment assassinat durant Death of X (la mort de X) quan els X-Men van descobrir que les boires de Terrigen alliberades eren fatals per als mutants a l'exposició. Cyclops va ser una de les primeres víctimes de les boires, però Emma Frost va utilitzar una projecció telepàtica d'ell per liderar els intents mutants de destruir el núvol de Terrigenesis. Posteriorment va semblar morir en un enfrontament final amb Black Bolt. Només les Cuckoos, Havok i Magneto eren conscients de l'engany d'Emma.
Quan el Fènix va intentar tornar una altra vegada a la vida a l'adulta Jean Gray, li va permetre parlar amb el que semblava l'esperit de Ciclops, però després de llegir la seva ment sobre els fets que van provocar la seva mort, Jean simplement va expressar el seu pesar que ella no estava allà per ajudar-lo i els dos es van disculpa per la manera com havien acabat les coses. Posteriorment, Scott envelleix ràpidament i mor als braços de Jean, que li diu al Phoenix que tot el que volia era acomiadar-se del seu marit.

### Ressurrecció
Després que el X-Men original tornin al seu moment adequat al final de la minisèrie de "Extermination", Cyclops es revela que no només està viu, sinó que s'amaga amb una versió adolescent de Cable fins que els X-Men desplaçats pel temps tornin al seu temps amb l'objectiu d'evitar que passi el futur d'Ahab.
Després que la majoria dels X-Men que es van enfrontar a X-Man, incloent Legion, Magneto, Apocalypse, Blob i Omega Red es van esvair de les mans de X-Man, que planejava reformular el món sense els X-Men, Cyclops, mantenint el seu baix perfil, es vist pocs dies després llegint notícies de la desaparició dels X-Men.
S'explica que la seva recent resurrecció es va produir quan la versió més jove de Cable va anar a trobar a Paul, un humà que havia sigut rescatat per Cyclops de robots gegants controlats pel venjatiu professor Mavin, durant l'època dels X-Men original, amb Paul ara treballant com a científic per a Tony Stark. Cable proporciona a Paul el dispositiu Phoenix Cage (gàbia de Phoenix) creat pels Venjadors per recrear el dispositiu perquè pogués ressuscitar Cyclops. Cable i Paul aconsegueixen trobar el cadàver de Cyclops després de la seva mort pública, i van implantar una versió més petita de la Gàbia de Fènix al cor del cadàver. Quan Cíclops va ser retornat temporalment pel Fènix durant la resurrecció de Jean, la Gàbia de Phoenix es va activar i va absorbir una petita porció de la Phoenix Force que finalment va restaurar la vida a Cyclops fins i tot després que el Fènix l'abandonés. Després que els X-Men desplaçats en el temps aconsegueixen tornar al seu temps, Cyclops obté els records addicionals del seu jo passat, tot i descobrint que el Cable vell original havia estat cargolant la línia de temps per mantenir els X-Men més joves en el present. Tot i que Cable admet que va tornar a la vida al seu pare principalment perquè va veure la seva mort com a injusta, manté Cyclops contingut a la seva base fins que els altres X-Men s'enfronten contra Nate Gray al mateix moment que el professor Marvin s'escapa de la presó i va després per Paul per venjar-se, i després obliga a Cyclops a triar quin dels dos salvarà. Tot i que els altres X-Men són aparentment assassinats per Nate, la decisió de Cyclops de salvar a Paul li permet valorar les seves accions abans de la seva mort i concloure que s'havia tornat tan dolent com els seus enemics, escollint ajudar els mutants sobre els humans independentment de les conseqüències. Visitant Utopia, el lloc on va matar el professor X durant l'esdeveniment contra el Venjadors i també on Nate s'esvaeix dels X-Men, Cyclops es compromet a trobar els X-Men perduts i restaurar-los per crear un futur més brillant, al qual s'hi uneix Wolverine, també ressuscitat, però incapaç de salvar a Blindfold de cometre el seus propis intents de suïcidi.
Després de defensar-se dels atacs de Purifiers, Sapien League i Reavers, Cyclops i Wolverine van anar a rescatar i reclutar Magik, Wolfsbane, Karma, Strong Guy i un dels duplicats de Multiple Man del compost O*N*E, inclòs el germà de Cyclops, Havok. Finalment, els altres X-Men tornen de la realitat alternativa creada per Nate Gray i es reuneix amb Jean Grey per primera vegada en molts anys i derroten a O.N.E.

## Poders

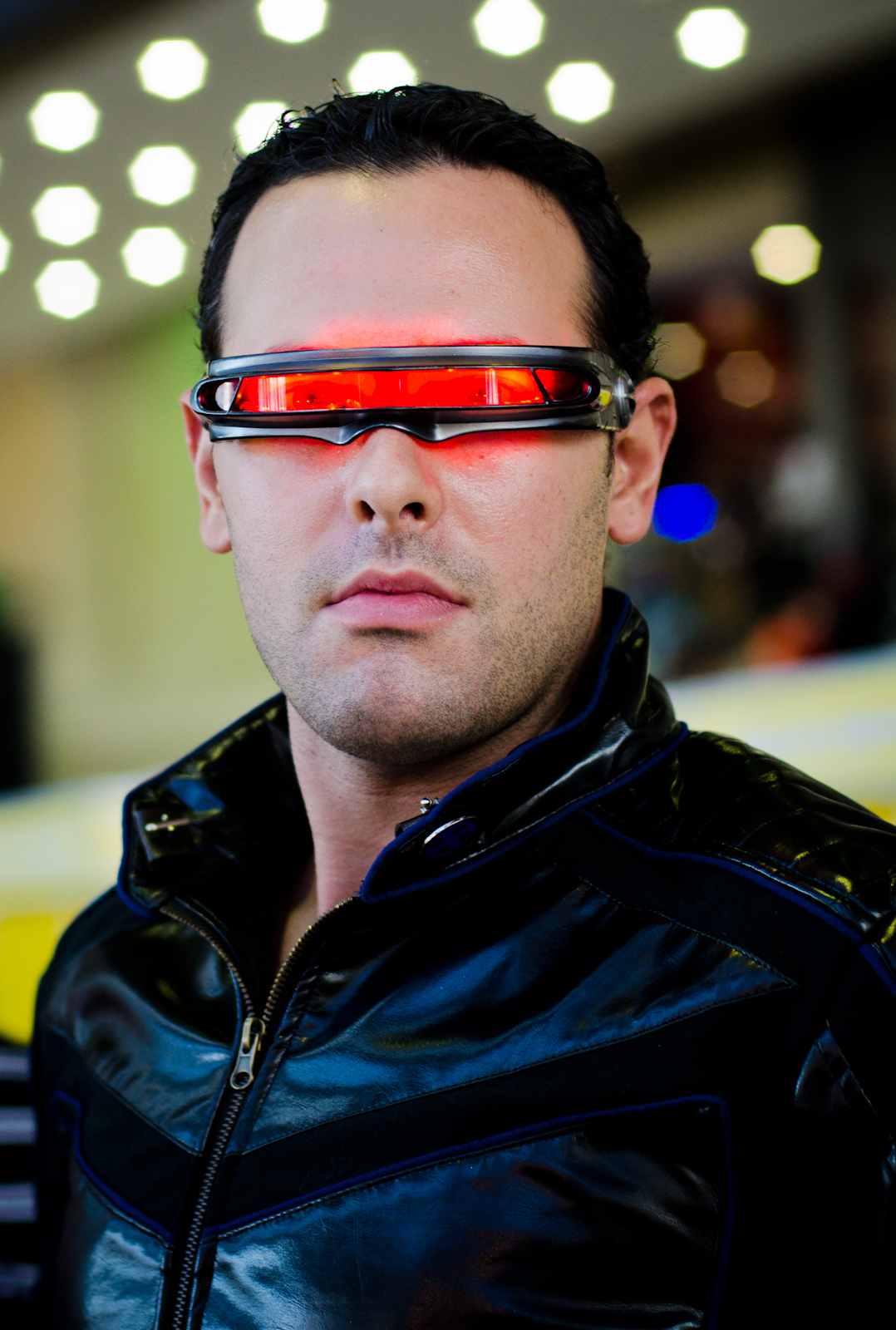
cosplayer de Cyclops. Al no controlar el seu poder, sempre porta ulleres especials formades per quars i robí.

Cíclop és un mutant amb la capacitat de projectar potents explosions de força a través dels seus ulls. És visualment distintiu el seu visor de robí de quars, el qual li confereix el nom clau de Ciclop. És un estrateg brillant, i des del principi va ser el líder de camp del grup de mutants coneguts com els X-Men, paper que comparteix en algunes èpoques amb Storm i altres personatges. Acaba reemplaçant al seu mentor, el Professor X, per convertir-se en el líder al comandament dels X-Men.
La ment de Cíclop té un camp psiònic particular que està en sintonia amb les forces que mantenen l'obertura dimensional que ha pres lloc en els seus ulls. El que fa segura la transferència i retorn d'aquestes poderoses energies. El rubí sintètic de cristall de quars utilitzats en els lents de les ulleres de Cíclop i el visor està connectat amb el camp psiònic de la seva ment i està protegit de manera similar. Aquest camp psiònic embolica el seu cos, fent immune al seu feix de força. Scott també és immune al poder del seu germà Alex (Havok), que té la capacitat d'emetre ones d'energia en forma de plasma. Així mateix Havok té immunitat al raig òptic de Cíclope. Scott té una resistència més limitada als poders del seu germà Gabriel (Vulcan).
Cíclope pot enfocar els raigs dels seus ulls, però l'amplitud del raig es controla mitjançant el seu visor. En la seva menor expressió, té el gruix d'un llapis i un abast d'un metre, generant una pressió de sis quilos per centímetre quadrat; pot arribar a llançar rajos fins a una amplitud de 30 metres a una distància de 17 metres amb una força de 1500 kg per centímetre quadrat. És possible que en certes circumstàncies el poder del seu raig òptic sigui fins i tot més gran. L'abast màxim de l'raig és d'uns 700 m; a aquesta distància, un raig de 2,5 cm, percutint sobre una superfície d'1 metre tot just ha produït una pressió de 1,5 kg per centímetre quadrat. La potència màxima dels seus raigs pot llançar un tanc de gasolina ple de combustible a una distància de 7 m o perforar una placa d'acer de 2,5 cm de gruix, a una distància de 50 cm.

## Habilitats
- Consciència espacial: Cyclops té un gran sentit de la geometria, en aquest sentit usada per descriure la seva observació d'objectes al seu voltant i els angles que es troben entre superfícies d'aquests objectes. En dues ocasions, Cyclops ha estat prou ràpid per predir cegament la posició de Quicksilver i Northstar, que es movien a velocitats sobrehumanes, amb prou precisió com per colpejar-los amb la seva explosió òptica.[139][140]
- Pilot expert: Cyclops és un pilot expert d'avions, una habilitat que sembla haver heretat del seu pare. El seu sentit geomètric millora les seves habilitats en l'aire.
- Mestre tàctic i estratega: Cyclops ha passat la major part de la seva carrera com a superheroi liderant equips dels X-Men o X-Factor i ha desenvolupat habilitats de lideratge excepcionals. Segons els fitxers de Nick Fury, les habilitats de Scott es troben en el seu millor moment en situacions tenses.[141] Fins i tot Sebastian Shaw ha reconegut l'habilitat de Cyclops per aprofitar l'error únic en la defensa del Club Hellfire per revertir una situació difícil per als X-Men.[142]
- Combatent expert: Cyclops també té una àmplia formació en arts marcials i combat desarmat, incloent Judo[140] i Aikido.
- Protecció Telepàtica: Si bé no és un telepata, Cyclops s'ha entrenat en diverses defenses psíquiques després de les seves relacions amb Jean Gray i Emma Frost. Com a resultat, quan va ser posseït per un fragment de Void (Buit), el costat aparentment imparable del mal de Sentry, Cyclops va poder utilitzar aquest entrenament per segellar aquest buit en una presó ineludible dins la seva pròpia ment, quan fins i tot Emma Frost només havia estat capaç d'aturar el mateix fragment de buit convertint-se en la seva forma de diamant amb la que no tenia capacitats telepàtiques.[143]

## Altres versions

### Age of Apocalypse
En aquesta realitat, Cyclops era un Prelat de Mr Siniester, que és un genet d'Apocalypse. Ell i el seu germà, Havok, van ser criats per Mr. Siniester. La atracció que sent per la X-Men Jean Grey, fa que Cyclops traeixi al seu equip, el "Factor-X", i s'aliï amb Grey. A la fi, Cíclope mor assassinat pel seu germà, Havok, intentant salvar la vida de Jean a la aparent fi d'aquest univers.
No obstant, l'Age of Apocalypse va persistir. Després que Weapon X ascendís al paper d'Apocalypse per aplacar els Celestials, va donar lloc a Weapon Omega i va reviure a Cyclops i el va nomenar Ministre de la Fam. Mentre que en aquest paper, Cyclops perseguia la resistència mutant-humana, dirigida en part per Jean Grey. Al final, però, la resistència va aconseguir treure els poders celestials de Weapon Omega, reduint-lo una vegada més a un mutant penedit. Quan Weapon X es va dedicar a executar els que abans treballaven per a ell, Cyclops es trobava en la seva llista i, en última instància, va trobar el seu final a les urpes de Logan.

### Ultimate Cíclope
Cíclope es el líder de camp dels joves X-Men. Encara que està enamorat de Jean Grey, és incapaç d'atreure-la cap a ell i, gelós de Wolverine, acaba unint-se a la Brotherhood of Mutants de Magneto. Més tard, inicien una relació. Durant l'event anomenat Ultimatum, Cyclops acaba amb Magneto, però mor a mans de Quicksilver.

### The End
En el futur alternatiu que representa el final dels X-Men, Cyclops i Emma Frost estaven feliçment casats, tenien fills i eren colíders de l'Institut Xavier. Tanmateix, quan Phoenix va tornar, va preocupar els Shi'ar fins al punt que van allistar a molts dels enemics dels X-Men (inclosos Stryfe i Madelyne Pryor) i van fer un atac a l'escola, matant a molts dels seus estudiants i professors. Cyclops només es va salvar a causa del sacrifici de Northstar. Més tard, enmig de les trucades que havia de fer als pares dels seus estudiants morts, Cyclops va expressar el seu remordiment per com havia tractat Madelyne en el passat. Madelyne es va assabentar del seu remordiment, la qual cosa va conduir a la reconciliació entre els dos que va provocar que Maddie es passés de bàndol i ajudés els X-Men. Ciclops i els X-Men van sacrificar la seva vida per acabar amb l'amenaça de la Phoenix, posseïda per Cassandra Nova.

### Mutant X
En aquesta línia de temps, no només els pares dels Summers van ser segrestats pels Shi'ar, sinó també Scott. A la Terra, va ser Havok qui va ser descobert per Charles Xavier i va acabar convertint-se en el líder dels X-Men mentre, presumptament, Scott treballava com a esclau a les mines Shi'ar. Finalment, es va escapar i es va unir als Starjammers. Entre el grup, també va trobar un amant en Carol Danvers. Aquesta versió de Scott Summers era un pirata espacial feliç. Finalment, una de les seves aventures va portar els Starjammers a la Terra, on es va reunir breument amb el seu germà petit després de gairebé 20 anys de no veure's.